# Ram Chandra Poudel
Ram Chandra Poudel (ur. 6 października 1944) – nepalski polityk, były minister i wicepremier, przewodniczący Izby Reprezentantów w latach 1994-1999. Wiceprzewodniczący Kongresu Nepalskiego od 2007. Prezydent Nepalu od 13 marca 2023.

## Życiorys
Ram Chandra Poudel w 1967 ukończył literaturę nepalską na Tribhuvan University w Katmandu w stopniu licencjata, a trzy lata później zdobył stopień magistra. W czasie nauki i studiów w 1962 założył Ruch Wolnych Studentów. Był przewodniczącym samorządów studenckich, a w 1970 współzałożycielem Związku Studentów Nepalskich. Wszedł w skład jego Komitetu Centralnego.
W życie polityczne zaangażował się już w wieku 16 lat. Po rozwiązaniu przez króla demokratycznego rządu w 1960, przystąpił do ruchów mających na celu obalenie autorytarnej władzy monarchy i przywrócenie demokracji. Od 1962 do 1992 spędził w sumie 13 lat w areszcie z powodu swojej działalności politycznej. W 1961 współpracował ze Zbrojnym Ruchem Powstańczym.
W 1977 został członkiem komitetu Kongresu Nepalskiego w dystrykcie Tanahu, a dwa lata później jego wiceprzewodniczącym. W 1987 wszedł w skład Komitetu Centralnego partii i rozpoczął pracę w jej Biurze Politycznym.
W 1990, w czasie pierwszych od 30 lat demokratycznych wyborów, dostał się po raz pierwszy do parlamentu z dystryktu Tanahu. 29 maja 1991 został mianowany ministrem rozwoju lokalnego w pierwszym rządzie premiera Giriji Prasad Koirali. W 1992 objął dodatkowo tekę ministra rolnictwa. W wyborach parlamentarnych w 1993 oraz 1997 odnawiał mandat deputowanego. W latach 1994–1999 zajmował stanowisko przewodniczącego Izby Reprezentantów, niższej izby parlamentu. Od 2000 do 2001 był wicepremierem oraz ministrem spraw wewnętrznych i telekomunikacji w trzecim gabinecie Koirali.
W latach 2006–2007 pełnił funkcję przewodniczącego Sekretariatu ds. Pokoju, wielopartyjnego ciała powołanego do przywrócenia w kraju pokoju po wojnie domowej. W 2007 objął urząd ministra ds. pokoju i odbudowy w czwartym rządzie premiera Koirali. W tym samym roku został wiceprzewodniczącym Kongresu Nepalskiego. W 2008 został wybrany do Zgromadzenia Konstytucyjnego w okręgu Tanahu. W czerwcu 2009 objął stanowisko przewodniczącego klubu parlamentarnego Kongresu Narodowego.
W lipcu 2010 Kongres Narodowy zgłosił jego kandydaturę do stanowiska szefa rządu w czasie głosowania w Zgromadzeniu Konstytucyjnym. W 17 turach głosowań organizowanych od lipca 2010 do lutego 2011 nie zdołał jednak uzyskać wymaganego poparcia deputowanych. Ostatecznie 3 lutego 2011, dzięki poparciu ze strony Komunistycznej Partii Nepalu (Maoistowskiej), nowym szefem rządu został Jhala Nath Khanal.
28 sierpnia 2011 był ponownie kandydatem Kongresu Nepalskiego na urząd szefa rządu. W głosowaniu w Zgromadzeniu Konstytucyjnym przegrał jednak z kandydatem maoistów, Baburamem Bhattaraiem, stosunkiem głosów 340 do 235.
9 marca 2023 wybrany na prezydenta Nepalu, pokonując Subasa Nembanga. Zaprzysiężony 13 marca.
Ram Chandra Poudel jest żonaty, ma pięcioro dzieci.